# سوبر ماريو رن
سوبر ماريو ون (بالإنجليزية:Super Mario Run) (باليابانية:スーパーマリオラン)، هي لعبة فيديو من نوع الركض التلقائي، ولأول مرة صدرت شركة نينتندو لمنصة خارج أجهزة التشغيل الحصرية التي أنتجها نينتندو، وهي في متجر آي تونز الإلكتروني التابعة لشركة آبل الأمريكية سنة 2016، ومتجر إلكتروني آخر اسمها أندرويد التابعة لشركة جوجل الأمريكية سنة 2017.

## طريقة اللعب
ليس لشخصية ماريو الطريقة الوحيدة لتجاوز العقبة سوى القفز، فالقفز هي نقرة الشاشة الذكية الوحيدة التي تنجز المراحل الأولية والنهائية.

## المواقع الخارجية
- سوبر ماريو رن على موقع IMDb (الإنجليزية)
- الموقع الرسمي
 (الإنكليزية)